# Bunocotylidae
Bunocotylidae är en familj av plattmaskar. Bunocotylidae ingår i klassen Neodermata, fylumet plattmaskar och riket djur.